# Jean-Baptiste-Léonard Durand
Pour les articles homonymes, voir Durand.
Jean-Baptiste-Léonard Durand (Uzerche, 1742 - Tortosa, 1813) est un administrateur français, ancien directeur de la Compagnie du Sénégal.

## Biographie
Jean-Baptiste Durand est né à Uzerche en décembre 1742. Il passe quelques années à Cagliari (Italie) où il est consul. Il occupe ensuite des fonctions au Ministère de la Marine. En 1785, il est nommé à la tête de la troisième Compagnie du Sénégal. Il effectue alors un voyage jusqu'à Galam et conclut plusieurs traités avec les Maures, favorisant le commerce de la gomme. Mécontente de sa gestion, la Compagnie le rappelle l'année suivante et nomme Jean-Gabriel Pelletan (1747-1802). Le voyage de Durand est mouvementé et son vaisseau fait naufrage sur les rochers de Temby, au large du pays de Galles.
À son retour il poursuit sa carrière dans l'administration et meurt en 1812 en Espagne où il allait rejoindre un général de ses amis.
On lui doit un récit de voyage publié en 1802 en deux volumes, Voyage au Sénégal dans les années 1785 et 1786, accompagné d'un atlas, qui s'inspire des ouvrages du père Labat et d'autres écrivains et décrit notamment le voyage à terre de l'un de ses employés, M. Rubault, qui se rendit à Galam.
L'ouvrage contient plusieurs cartes, ainsi que des gravures illustrant la vie locale, la faune et la flore.

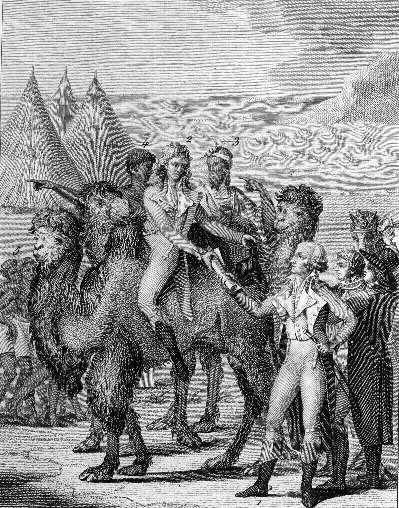
« Mr Durand remettant des instructions à son envoyé à Galam »
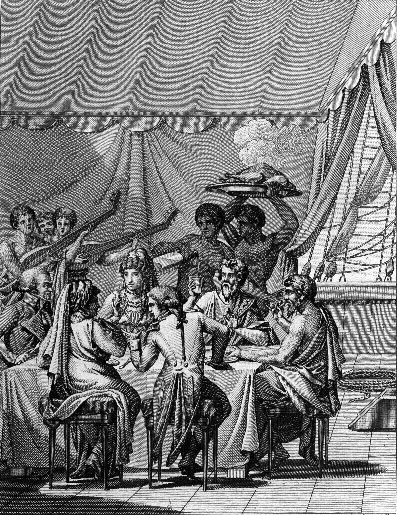
« Mr Durand reçoit à son bord et donne à dîner au roi Hamet Mocktard et à sa famille »
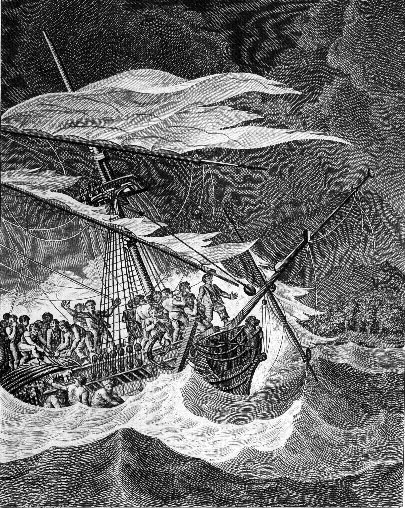
« Naufrage de Mr Durand dans L'Aimable Marthe sur le Canal de Bristol au mois de 12 septembre 1786 »

## Publication
- Voyage au Sénégal, ou Mémoires historiques, philosophiques et politiques sur les découvertes, les établissemens et le commerce des Européens dans les mers de l'Océan atlantique, depuis le Cap-Blanc jusqu'à la rivière de Serre-Lionne inclusivement, Paris, H. Agasse, an X (1802), deux volumes et un atlas comprenant 43 planches et cartes, ainsi les Traités de commerce faits par M. Durand, directeur de la Compagnie du Sénégal, avec les Princes Maures de la rive droite du Sénégal (en français et en arabe), chez Henri Agasse libraire-imprimeur, Paris, an X, 1802 (lire en ligne) et illustrations de l'Atlas pour servir au Voyage du Sénégal